# Katunayake
Katunayake  (singalesiska: කටුනායක, tamil: கட்டுநாயக்க) är ort i Västprovinsen på Sri Lankas västkust. Orten är ligger cirka 30-35 km utanför huvudstaden Colombo. Sri Lankas enda internationella flygplats Bandaranaike International Airport är belägen i Katunayake.